# セルゲイ・トコフ
セルゲイ・トコフ（Sergey Tokov、1981年9月1日 - ）は、ウズベキスタンの元サッカー選手。